# حرب الاستقلال اللاتفية
حرب الاستقلال اللاتفية أو كما يطلق عليها أحيانًا «حروب حرية لاتفيا» أو «حرب التحرير اللاتفية» كانت سلسلة من النزاعات العسكرية في لاتفيا في الفترة بين الخامسة من ديسمبر عام 1918 بعد غزو روسيا السوفياتية لجمهورية لاتفيا التي تم الإعلان عنها مؤخرًا في حينها، وتوقيع معاهدة ريغا للسلام بين لاتفيا والاتحاد السوفياتي في 11 أغسطس عام 1920.
يمكن تقسيم الحرب إلى مراحل: الهجوم السوفييتي، والتحرير الألماني اللاتفي لكورزيم وريغا، والتحرير الأستوني اللاتفي لفيدزيم، وهجوم البرمونتيان (جيش المتطوعين الروسي الغربي)، والتحرير اللاتفي البولندي للاتغيل.
اشتملت الحرب على لاتفيا (بحكومتها المؤقتة التي كانت تدعمها أستونيا وبولندا والحلفاء الغربيين وخاصة بحرية المملكة المتحدة) ضد جمهورية روسيا الاتحادية الاشتراكية السوفيتية وجمهورية لاتفيا الاشتراكية السوفياتية البلشفية التي لم تدم طويلًا. أضافت ألمانيا ونبلاء البلطيق مستوى آخر من التآمر، إذ تحالفتا اسميا مع القوة القومية/الحليفة، ولكنهما حاولتا فرض الهيمنة الألمانية على لاتفيا. في نهاية الأمر اشتعلت التوترات بعد انقلاب ألماني ضد الحكومة اللاتفية مما أدى إلى اندلاع حرب.
في أعقاب وقف إطلاق النار، طور الألمان حيلة ماكرة، إذ تماهت اسميًا في جيش المتطوعين الروسي الغربي بقيادة الجنرال بافيل بيرمونت أفالوف. ضم هذا الجيش المتطوع في روسيا الغربية الألمان وأسرى الحرب الروس السابقين المتحالفين اسميًا مع الجيش الأبيض في الحرب الأهلية الروسية، لكن كلا من بيرموندت أفالوف وفون در غولتز كانوا أكثر اهتمامًا بالقضاء على القوميين من محاربة البلاشفة.
كانت بعض أحداث حرب استقلال لاتفيا أيضًا جزءًا من الحرب البولندية السوفيتية، وخاصة معركة داوغابيلس.

## الهجوم السوفييتي
في 18 نوفمبر عام 1918، أعلن المجلس الشعبي للاتفيا استقلال جمهورية لاتفيا وأنشأ حكومة لاتفيا المؤقتة برئاسة كارليس أولمانيس.
في الأول من شهر ديسمبر عام 1918، غزت روسيا السوفييتية الجمهورية المُعلن عنها حديثًا. كان القسم الأعظم من الجيش الغازي في لاتفيا يتألف من جنود ريد لاتفيين (أفراد من الجيش الإمبراطوري الروسي)، الأمر الذي جعل من الغزو أكثر سهولة. لم يلقَ الهجوم السوفييتي مقاومة تذكر.
في الشمال، تم الاستيلاء على ألوكسني في السابع من ديسمبر، وفالكا في 18 ديسمبر، وسيسيس في 23 ديسمبر، وفي الجنوب تم الاستيلاء على داوغافبيلس في 9 ديسمبر، وأخيرا بيلافينس في 17 ديسمبر.
أسر الجيش الأحمر ريغا في الثالث من يناير عام 1919. حلول نهاية شهر يناير، تراجعت الحكومة اللاتفية المؤقتة وباقي الوحدات الألمانية إلى ليبايا، ولكن الهجوم الأحمر توقف على طول نهر فينتا.
تم الإعلان عن جمهورية لاتفيا الاشتراكية السوفياتية رسميًا في 13 يناير بدعم سياسي واقتصادي وعسكري من روسيا السوفياتية.

## تحرير كورزيم والإطاحة بالنظام الحاكم
في 18 فبراير، تم التوقيع على إتفاق بين لاتفيا وأستونيا، حيث بدأ تشكيل لواء لاتفيا الشمالي بقيادة يورغيس زيميتانس على الأراضي الإستونية.
في الثالث من مارس، شنت القوات الألمانية واللاتفية هجومًا مضادًا ضد الجبهة اللاتفية الحمراء. استُعيدت توكوموس من البلاشفة في 15 مارس، وجلغافا في 18 مارس.
في 16 أبريل، نظم نبلاء البلطيق انقلابا في ليبايا، وأنشئت حكومة دمية (حكومة صورية) بقيادة أندرييفس نيدرا. ولجأت الحكومة الوطنية المؤقتة على متن السفينة ساراتوف تحت حماية بريطانية في ميناء ليبايا.
في 22 مايو، استعاد أفراد فرايكوربس (الوحدات التطوعية الألمانية) ريغا، وبدأ اضطهاد منظم لأنصار البلشفية، قتل قرابة من 174 شخصًا (وفقا لرئيس درك ريغا) إلى ما بين 4 أو 5 آلاف شخص (وفقا للديمقراطيين الاجتماعيين والشيوعيين المحليين). في الوقت نفسه، بدأ الجيش الإستوني، بما في ذلك لواء لاتفيا الشمالية الموالي لحكومة ألمانيس، هجوما كبيرا ضد السوفييت في شمال لاتفيا. بحلول منتصف شهر مايو، تم تقليص الحكم السوفييتي إلى المنطقة المحيطة بلاتغيل.